# Dale Crover
Dale Crover (ur. 23 października 1967) – amerykański muzyk rockowy. Crover jest perkusistą zespołów takich jak Melvins i The Men of Porn, przez pewien czas był też perkusistą w zespole grunge’owym Nirvana. Jest on też wokalistą i gitarzystą w zespole rockowym Altamont.

## Życiorys
Dale Crover zaczął grać w 1984 roku w zespole, który coverował utwory Iron Maiden, Melvins (zastąpił on wtedy Mika Dillarda). Na początku 1985 roku grał na gitarze basowej wraz z Kurtem Cobainem i Gregiem Hokansonem w zespole Fecal Matter.
Dale zagrał z Nirvaną dziesięć piosenek 23 stycznia 1988 roku, kiedy zespół nagrywał demo. Piosenki z tego okresu zostały wydane na różnych płytach.
- „Floyd the Barber”, „Paper Cuts” i „Downer” – Bleach
- „Downer”, „Aero Zeppelin”, „Beeswax”, „Hairspray Queen” i „Mexican Seafood” – Incesticide
- „If You Must” i „Pen Cap Chew” – With the Lights Out

W 1997 roku nagrał epkę „Down with the Crown” z Acid King, która później pojawiła się we wspólnej kompilacji Acid King i Altamont.

## Wybrana dyskografia
| Album                                     | Rok  | Uwagi           | Źródło |
| ----------------------------------------- | ---- | --------------- | ------ |
| Dale Crover – Drumb                       | 1995 | singel          | [ 5 ]  |
| The Obsessed – Incarnate                  | 2004 | gościnnie       | [ 6 ]  |
| Dale Crover – United Fruit                | 2014 | singel          | [ 7 ]  |
| Dale Crover, Qui – Big Uns / Shame On You | 2015 | singel          | [ 8 ]  |
| Dumb Numbers – My Mantra                  | 2016 | członek zespołu | [ 9 ]  |

## Filmografia
| Tytuł                   | Rok  | Rola                     | Uwagi                                      | Źródło |
| ----------------------- | ---- | ------------------------ | ------------------------------------------ | ------ |
| Cobain: Montage of Heck | 2015 | jako on sam (mat. arch.) | film dokumentalny, reżyseria: Brett Morgen | [ 10 ] |